# 한지안 (1995년)
한지안(본명:한지혜, 1995년 5월 8일 ~ )은 대한민국의 배우이다. 2000년에 MBC 월화드라마인 《뜨거운 것이 좋아》로 연예계에 데뷔했다.

## 학력
- 인하대학교 연극영화학 학사

## 드라마
- 2000년 MBC 월화드라마 《뜨거운 것이 좋아》
- 2001년 KBS2 아침드라마 《동서는 좋겠네》
- 2001년 MBC 월화드라마 《선희 진희》
- 2001년 KBS2 일일시트콤 《여자는 왜?》- 김지혜 역
- 2002년 KBS2 월화드라마 《겨울연가》- 어린 희진 역
- 2002년 MBC 일일시트콤 《논스톱 3》
- 2002년 SBS 특별기획 《라이벌》
- 2002년 SBS 주말극장 《흐르는 강물처럼》
- 2002년 MBC 월화드라마 《어사 박문수》
- 2003년 SBS 드라마스페셜 《선녀와 사기꾼》
- 2003년 KBS2 수목드라마 《로즈마리》- 최시내 역
- 2004년 MBC 주간시트콤 《아가씨와 아줌마 사이》- 지혜 역
- 2004년 KBS2 수목드라마 《두 번째 프러포즈》- 이꽃비 역
- 2006년 KBS2 주말연속극 《인생이여 고마워요》- 민희 역
- 2020년 tvN 수목드라마 《여신강림》

## 영화
- 2002년 : 미워도 다시 한 번

## 광고
- 롯데리아

## 수상
- 2004년 : KBS 연기대상 청소년 연기자상